# Mucomycosphaerella
Mucomycosphaerella is een monotypisch geslacht van schimmels dat behoort tot familie Mycosphaerellaceae.Het geslacht bevat alleen Mucomycosphaerella eurypotami.